# Omar Suleiman
Omar Suleiman (Arabisch: عمر سليمان) (Qina, 2 juli 1936 – Cleveland (Ohio), 19 juli 2012) was een Egyptisch politicus. Van 29 januari 2011 tot 11 februari 2011 was hij de vicepresident van Egypte. Hiervoor was hij de directeur van de Moeghabarat (geheime dienst van Egypte). De Egyptische president, Hosni Moebarak, benoemde Suleiman naar aanleiding van de protesten tegen zijn regime in januari 2011. Suleiman is bekend door zijn harde behandeling van de Islamisten in Egypte; de onder zijn regie uitgevoerde acties tegen de Moslimbroederschap eind jaren 90 hebben die groep nagenoeg uitgeschakeld als factor in het Egyptische bestel.

## Carrière
De van nederige afkomst zijnde Suleiman werd na een officierscarrière in het Egyptisch leger in 1986 benoemd tot adjunct-hoofd van de militaire inlichtingendienst, en hield zich daar bezig met het toezicht houden op en bestrijden van islamistische groeperingen in Egypte. In die hoedanigheid stond hij al in nauw contact met Moebarak. Suleiman werd in 1993 benoemd tot hoofd van de algemene inlichtingendienst Moeghabarat, en verkreeg daar faam door er op te staan dat Moebarak bij een staatsbezoek aan Ethiopië in 1995 een gepantserde auto meenam, hetgeen de Egyptische president het leven redde omdat er aldaar een bomaanslag op hem gepleegd werd. Daarnaast was Suleiman ook het gezicht van de Egyptische diplomatie; hij was het hoofd van de Egyptische delegatie bij Israëlisch-Palestijnse vredesbesprekingen.
Op 29 januari 2011 werd hij door Moebarak benoemd tot vicepresident, een positie die voorheen door Moebarak lange tijd vacant was gehouden. Op 10 februari waren er sterke geruchten dat Moebarak zou aftreden, maar uiteindelijk kondigde de president aan dat hij aan zou blijven maar wel alle macht aan Suleiman overdroeg. Op 11 februari werd bekend dat Moebarak toch aftrad en het bestuur van het land aan de hoge raad van de militairen overdroeg (onder leiding van Mohammed Hoessein Tantawi). Suleiman verloor daarbij zijn positie. Op 13 februari schortte het militaire bestuur de grondwet op en aldus kwam de functie van vicepresident te vervallen.